# Wehrbleck
Wehrbleck là một đô thị thuộc the huyện Diepholz, trong bang Niedersachsen, Đức. Đô thị này có diện tích 27,93 km².